# 毛明暗台吉
毛明暗台吉（?—?），又作明暗台吉、茂明安台吉，孛儿只斤氏。16世纪至17世纪蒙古右翼土默特部領主，俺答汗曾孫，辛爱黄台吉之孙，撦力克的第三子，母亲是满官正比吉。
毛明暗台吉驻牧于张家口西北边外，万历三十五年（1607年），其父撦力克去世，撦力克长孙卜失兔和三娘子的孙子素囊台吉争位。他拉拢三娘子和素囊台吉的左右人员，取得三娘子信任，代理顺义王职务。三娘子想要明朝封毛明暗台吉为顺义王，没有成功。他有两个儿子，长子名叫察汗我不艮，次子名叫打儿泥台吉。